# 앤서니 어빈
앤서니 리 어빈(Anthony Lee Ervin, 1981년 5월 26일 ~ )은 올림픽 수영과 세계수영선수권대회에서 두 개의 금메달을 수상한 미국의 스포츠 선수이다. 2000년 하계 올림픽에서 자유형 50m에서 금메달, 400m 혼계영에서 미국 팀으로 출전하여 은메달을 땄다.
그는 2003년 수영 선수로서의 활동을 잠시 중단하였다가 2011년에 복귀하였다. 그는 2012년 하계 올림픽 수영에서 자유형 50m에 출전해 5위를 기록하였다.

## 생애
어빈은 1981년 5월 26일 미국 캘리포니아주 할리우드에서 태어났다. 그의 어머니의 조상이 유럽인이며, 그의 아버지의 조상은 아프리카계 미국인과 아메리카 토착민이다. 그는 캘리포니아주 발렌시아에서 자랐다.

## 같이 보기
- 올림픽 수영 남자 메달리스트 목록
- 수영 자유형 50m 세계 기록 추이